# Почопек
Почопек (пол. Poczopek) — село в Польщі, у гміні Шудзялово Сокульського повіту Підляського воєводства.
Населення — 51 особа (2011).
У 1975-1998 роках село належало до Білостоцького воєводства.

## Демографія
Демографічна структура станом на 31 березня 2011 року:
|          | Загалом | Допрацездатний вік | Працездатний вік | Постпрацездатний вік |
| -------- | ------- | ------------------ | ---------------- | -------------------- |
| Чоловіки | 29      | 11                 | 16               | 2                    |
| Жінки    | 22      | 6                  | 13               | 3                    |
| Разом    | 51      | 17                 | 29               | 5                    |